# Lucio Papirio
Lucio Papirio és una òpera en tres actes composta per Baldassare Galuppi sobre un llibret italià d'Apostolo Zeno. S'estrenà al Teatro Pubblico de Reggio nell'Emilia el primavera de 1751.
A Catalunya s'estrenà el 1764 al Teatre de la Santa Creu de Barcelona. És una de les òperes que es van representar amb decoracions de Manuel Tramulles.